# Oleg Skrípochka
Oleg Ivánovich Skrípochka  (ruso: Олег Иванович Скрипочка; nacido el 24 de diciembre de 1969 en Nevinnomyssk, Krai de Stávropol, RSFS de Rusia, Unión Soviética) es un cosmonauta ruso. En 2011 estaba en el espacio sirviendo como miembro de la tripulación de la Expedición 25/26. El 12 de abril de 2011, Skripochka recibió los títulos de Héroe de la Federación Rusa y Piloto-Cosmonauta de la Federación Rusa por su coraje y heroísmo en la implementación de vuelos espaciales de larga duración en la Estación Espacial Internacional.

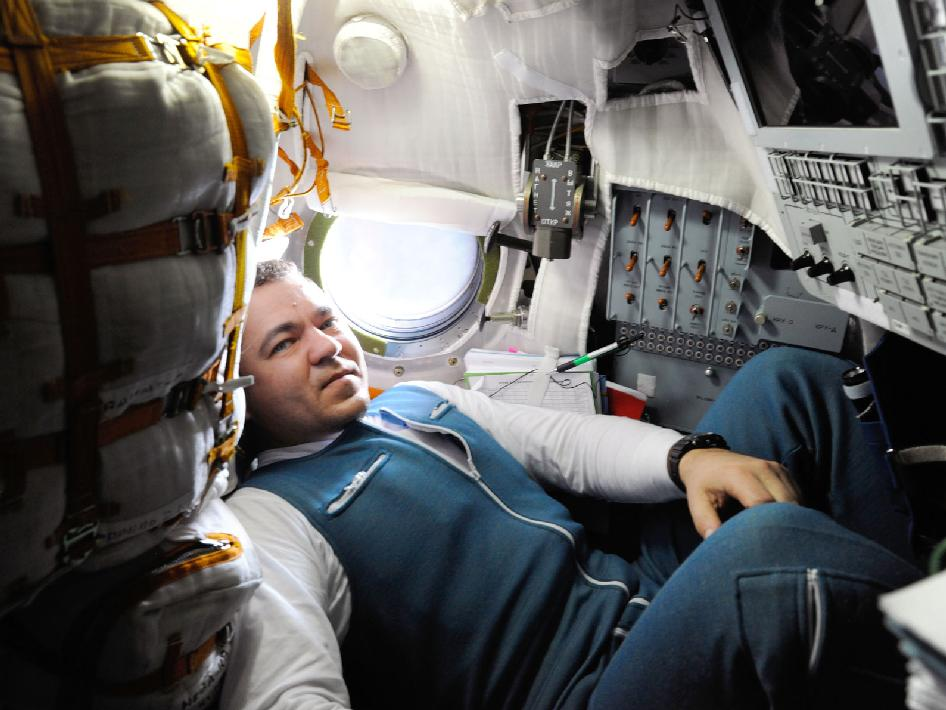
Oleg Skripochka dentro del Soyuz TMA 01M

## Educación
Skripochka ingresó a la Universidad Técnica Estatal Bauman de Moscú después de graduarse de la escuela secundaria en 1987. Se graduó en 1993 de la universidad con un diploma de ingeniero mecánico en la construcción de cohetes.

## Experiencia
Skripochka trabajó como trabajador de pruebas de metal entre 1987 y 1991 y como técnico entre 1991 y 1993 en la oficina del proyecto de asociación científico-industrial de Energia. Después de graduarse de la Universidad Técnica Estatal Bauman de Moscú, de agosto de 1993 a agosto de 1997 trabajó como ingeniero en la oficina de proyectos de Energia RSC en el desarrollo de vehículos de transporte y carga.

## Caminatas espaciales
Skripochka participó en tres caminatas espaciales durante su estadía a bordo de la estación espacial como ingeniero de vuelo de las expediciones 25 y 26.

#### EVA rusa
El 15 de noviembre de 2010, Skripochka participó en una caminata espacial con su compañero cosmonauta ruso y el ingeniero de vuelo de la Expedición 25 Fiódor Yurchijin. A las 13:25 UTC, él y Yurchikhin se aventuraron en el espacio fuera de la ISS desde la esclusa de aire de  Pirs para conducir el EVA ruso # 26. La caminata espacial duró seis horas y 27 minutos. Fue el primero para Skripochka, que estaba en el traje espacial marcado con rayas azules (Orlan-MK # 5).
Los dos cosmonautas eliminaron los experimentos científicos de Kontur y Expose-R. El experimento de Kontur estudió la capacidad de control de objetos remotos para brazos robóticos y el experimento Expose-R es un experimento de la Agencia Espacial Europea diseñado para exponer material orgánico al entorno extremo del espacio. Durante la caminata espacial, Skripochka e Yurchikhin también instalaron una estación de trabajo portátil multipropósito en el módulo de servicio  Zvezda e instalaron extensiones de pasamanos entre el Módulo Poisk y los módulos Zvezda y  Zarya. Realizaron un experimento llamado Test, cuyo objetivo es verificar la existencia de microorganismos o la contaminación debajo del aislamiento en el segmento ruso de la ISS. Skripochka y Yurchikhin retiraron una cámara de televisión del módulo Rassvet, sin embargo, no pudieron reubicar la cámara debido a la interferencia con el aislamiento donde se iba a instalar.

#### EVA ruso n. ° 27
Durante la segunda caminata espacial (EVA rusa n. ° 27), realizada el 21 de enero de 2011, Skripochka y el cosmonauta Dmitri Kondratyev se centraron en completar la instalación de un nuevo sistema de transmisión de datos de alta velocidad. Skripochka fue designado como Extravehicular 2, y tenía una franja azul en su traje espacial. Skripochka también usó un sistema de cámara de televisión inalámbrico provisto por la NASA y luces de casco para proporcionar video en vivo desde el punto de vista de Centro de Control de Misión ruso en Korolev. Kondratyev y Skripochka comenzaron la caminata espacial de cinco horas y 23 minutos a las 9:29 a.m.EST cuando los dos cosmonautas abrieron la escotilla Pirs y comenzaron a salir del segmento ruso de la estación espacial. La caminata espacial terminó a las 2:52 p.m.EST.
Implementaron la antena para el Sistema Técnico de Radio para la Transferencia de Información, un sistema experimental diseñado para permitir que los archivos de datos grandes se descarguen utilizando tecnología de radio a una velocidad de aproximadamente 100 MB / s desde el segmento ruso de la estación espacial. Skripochka durante el EVA # 28.
Durante la caminata espacial, Kondratyev y Skripochka también retiraron el generador de pulso de plasma en el lado del puerto del módulo Zvezda que fue parte de un experimento para investigar las perturbaciones y los cambios en la ionosfera del flujo de plasma de impulso de la estación espacial. El generador fue cubierto, retirado y devuelto dentro de la esclusa de aire Pirs.
También eliminaron el experimento comercial Expose-R del lado de babor de Zvezda. El paquete conjunto de la Agencia Espacial Rusa y Europea contiene una serie de muestras de materiales que se dejaron abiertas al espacio Trabajando dentro de la esclusa de aire de Pirs, Kondratyev y Skripochka tomaron la nueva cámara de acoplamiento para el módulo Rassvet (MRM1) y la llevaron al lugar de trabajo en Rassvet. Instalaron la cámara y unieron el cable de la cámara a un conector precableado que enrutará el video a la estación espacial.

#### EVA ruso # 28
El 16 de febrero de 2011, Skripochka y Kondratyev participaron en una caminata espacial (EVA ruso # 28) fuera de la ISS. Las tareas para Skripochka y Kondratyev incluyeron instalar una antena de radio, desplegar un nano satélite, instalar dos experimentos y recuperar dos paneles de exposición en un tercer experimento. Los experimentos que instalaron son el experimento Molniya-Gamma, que mide las salpicaduras gamma y la radiación óptica durante condiciones de rayos y truenos terrestres, y un experimento del sistema de transmisión de datos de alta velocidad que utiliza tecnología de radio. Los paneles de exposición recuperados son parte del experimento Komplast.

## Carrera
En 1997, Skripochka fue seleccionado como cosmonauta de prueba y desde enero de 1998 hasta noviembre de 1999, estudió el curso avanzado de entrenamiento espacial.
De abril de 2007 a abril de 2008, se formó como miembro de la tripulación de respaldo de la Expedición 17 de la ISS (Soyuz TMA e ingeniero de vuelo de la ISS).
Desde agosto de 2008, se formó como Expedición 25/26 y como ingeniero de vuelo Soyuz TMA-M. Expedición 25/26 Skripochka fue miembro (Ingeniero de vuelo) de la Expedición ISS 25/26, que se lanzó el 7 de octubre de 2010 desde el  cosmódromo de Baikonur, a bordo de la nave espacial Soyuz TMA-01M, junto con el cosmonauta Aleksandr Kaleri y el astronauta Scott de la NASA. Skripochka llegó a la ISS después de que la nave espacial Soyuz se vinculó con la estación espacial a las 00:01 UTC del 10 de octubre de 2010. Permaneció a bordo de la ISS hasta marzo de 2011.
Durante su misión, Skripochka y el resto de la tripulación de la Expedición 25/26 participaron en una amplia gama de investigaciones, que incluyeron física fundamental, experimentos biométricos e investigaciones sobre el crecimiento de cristales en el espacio, así como alcance educativo. Después de pasar 159 días en el espacio, Skripochka regresó a la Tierra el 16 de marzo de 2011. La nave espacial Soyuz TMA-01M que transportaba a Skripochka, Kaleri y Kelly se desacoplaron del módulo Poisk a las 4:27 GMT.
Después de un reingreso nominal, la cápsula Soyuz aterrizó de costado a las 7:54 GMT cerca de Arkalyk, en el centro norte de Kazajistán. Unos minutos más tarde, Skripochka y sus dos miembros de la tripulación fueron sacados de la cápsula y colocados en sillas reclinables.

## Expedición 61/62
Skripochka ha sido lanzado a la Estación Espacial Internacional a bordo de la Soyuz MS-15 el 25 de septiembre de 2019, como miembro de las Expediciones 61 y 62. Debe regresar a la Tierra en la primavera de 2020.